# María Teresa Ramírez
María Teresa Ramírez Gómez (ur. 15 sierpnia 1954 w Meksyku) – meksykańska pływaczka. Brązowa medalistka olimpijska z Meksyku.
Specjalizowała się w stylu dowolnym i grzbietowym. W 1968 roku, podczas igrzysk rozgrywanych w swoim ojczystym kraju, w wieku 14 lat zdobyła brązowy medal na dystansie 800 m stylem dowolnym. Wyprzedziły ją Amerykanki Debbie Meyer i Pam Kruse. W 1971 roku była dwukrotną medalistką igrzysk panamerykańskich (800 m kraulem i sztafeta 4 × 100 m stylem zmiennym). Rok później ponownie brała udział w igrzyskach olimpijskich.  Pływaczką i olimpijką była również jej siostra Lidia.